# Furong Beilu (häradshuvudort i Kina, Hunan Sheng, lat 28,24, long 112,98)
Furong Beilu (kinesiska: 芙蓉北路, 开福区) är en häradshuvudort i Kina. Den ligger i provinsen Hunan, i den södra delen av landet, nära eller i provinshuvudstaden Changsha. Antalet invånare är 567 166. Befolkningen består av 278 846 kvinnor och 288 320 män. Barn under 15 år utgör 10,0 %, vuxna 15-64 år 80 %, och äldre över 65 år 8,0 %.
Runt Furong Beilu är det tätbefolkat, med 459 invånare per kvadratkilometer. Närmaste större samhälle är Changsha, 4,4 km söder om Furong Beilu. Runt Furong Beilu är det i huvudsak tätbebyggt.
Genomsnittlig årsnederbörd är 1 884 millimeter. Den regnigaste månaden är maj, med i genomsnitt 338 mm nederbörd, och den torraste är oktober, med 45 mm nederbörd.